# Metaprosphera modesta
Metaprosphera modesta là một loài bướm đêm trong họ Noctuidae.